# Bjorn Rehnquist
Björn Rehnquist (Borås, 5 de enero de 1978) es un extenista profesional sueco.

## Títulos Challenger (15; 8+7)

### Individuales (5)
| Victoria/Derrota | Fecha              | Torneo                        | Superficie    | Oponente en la final | Resultado           |
| ---------------- | ------------------ | ----------------------------- | ------------- | -------------------- | ------------------- |
| Derrota          | Junio de 1999      | Finland F1, Oulu              | Tierra batida | Johan Örtegren       | 4–6, 6–4, 3–6       |
| Derrota          | Septiembre de 1999 | Norway F1, Oslo               | Moqueta       | Johan Settergren     | 3–6, 2–6            |
| Victoria         | Mayo de 2000       | USA F11, Tampa                | Dura          | Kristian Capalik     | 6–7(2–7), 7–5, 6–1  |
| Victoria         | Marzo de 2001      | New Zealand F1, Ashburton     | Dura          | Chris Magyary        | 6–2, 5–7, 6–2       |
| Derrota          | Marzo de 2001      | New Zealand F2, Christchurch  | Dura          | Vasilis Mazarakis    | 0–6, 3–6            |
| Victoria         | Marzo de 2001      | Hamilton, Nueva Zelanda       | Dura          | Martin Lee           | 3–6, 6–2, 6–0       |
| Derrota          | Abril de 2001      | Great Britain F3, Bournemouth | Tierra batida | Todd Larkham         | 2–6, 0–6            |
| Derrota          | Octubre de 2002    | Burbank, EE. UU.              | Dura          | Robby Ginepri        | 6–7(6–8), 1–6       |
| Victoria         | Abril de 2003      | Greece F2, Kalamata           | Dura          | Petr Kralert         | 6–0, 6–1            |
| Victoria         | Junio de 2003      | Atlantic City, EE. UU.        | Dura          | Jeff Salzenstein     | 6–4, 6–4            |
| Derrota          | Junio de 2004      | Tallahassee, EE. UU.          | Dura          | Cecil Mamiit         | 4–6, 6–4, 5–7       |
| Derrota          | Noviembre de 2005  | Helsinki, Finlandia           | Dura          | Tomáš Cakl           | 7–6(7–2), 7–6(7–4)  |
| Derrota          | Septiembre de 2006 | Sweden F4, Gotemburgo         | Dura          | Joachim Johansson    | 1–6, 6–7(4–7)       |
| Victoria         | Febrero de 2008    | Guangzhou, China              | Dura          | Danai Udomchoke      | 2–6, 7–6(7–4), 6–2  |
| Victoria         | Julio de 2008      | Manchester, Reino Unido       | Hierba        | Richard Bloomfield   | 7–6(10–8), 0–6, 6–3 |

### Dobles: 7 (6–1)
| Result   | Victoria/Derrota   | Fecha                        | Torneo        | Superficie            | Compañero                               | Rivales          | Resultado |
| -------- | ------------------ | ---------------------------- | ------------- | --------------------- | --------------------------------------- | ---------------- | --------- |
| Victoria | Junio de 1999      | Finland F1, Oulu             | Tierra batida | Mikael Maatta         | Mikhail Elgin Timo Nieminen             | 7–6, 6–4         |           |
| Victoria | Octubre de 1999    | Great Britain F11, Leeds     | Dura          | Nicklas Timfjord      | Yves Allegro Olivier Patience           | 6–4, 7–6         |           |
| Victoria | Octubre de 2000    | Finland F1, Vierumäki        | Dura          | Matthis Kempe-Bergman | Mattias Pennonen Tobias Steinel-Hansson | 3–6, 6–2, 7–5    |           |
| Victoria | Marzo de 2001      | New Zealand F2, Christchurch | Dura          | Henrik Andersson      | Luke Bourgeois Andrew Painter           | 3–6, 6–3, 6–2    |           |
| Victoria | Septiembre de 2001 | Sweden F1, Gothenburg        | Dura          | Johan Kareld          | Jonas Froberg Robin Söderling           | 7–6(7–3), 6–4    |           |
| Victoria | Octubre de 2002    | Burbank, EE. UU.             | Dura          | Louis Vosloo          | Daniel Melo Iván Miranda                | 7–6(8–6), 6–1    |           |
| Derrota  | Abril de 2006      | Cardiff, Reino Unido         | Dura          | Filip Prpic           | Philipp Petzschner Alexander Peya       | 6–4, 3–6, [7–10] |           |